# 椙山女学園大学の人物一覧
椙山女学園大学の人物一覧（すぎやまじょがくえんだいがくのじんぶついちらん）は、椙山女学園大学、椙山女学園大学短期大学部に関係する人物の一覧記事。

## 主な教職員
- 椙山正弌 - 椙山女学園を創設した初代学園長・理事長、藍綬褒章（受章2回）
- 椙山今子 - 椙山女学園創設者で椙山正弌の妻
- 椙山正弘 - 教育学博士、藍綬褒章
- 江原昭善 - 元学長、人類学者
- 桜井好朗 - 文学博士、名誉教授、国文学者、中世日本紀研究者、芸術選奨文部大臣賞受賞
- 加藤泰史 - 哲学者、一橋大学名誉教授、元日本哲学会会長
- 西園寺一晃 - ジャーナリスト
- 長谷邦夫 - 漫画家
- 堀田あけみ - 作家
- 川崎泰資 - 元NHK政治部
- 加藤主税 - 言語学者
- 広瀬正浩 - 日本文学研究者、サブカルチャー研究者
- 糸魚川淳二 - 古生物学者、名古屋大学名誉教授
- 安藤優子 - ニュースキャスター、ジャーナリスト、国際コミュニケーション学部客員教授

## 主な卒業生

### スポーツ
- 前畑秀子 - 水泳選手、ベルリンオリンピック金メダリスト、 ロサンゼルスオリンピック銀メダリスト、文化功労者

### 文学
- 岡本慶子 - 漫画家 (短大国文専攻卒)
- 斉城昌美 - ファンタジー作家 (短大国文専攻卒)

### 芸能
- 岡村孝子（あみん） - 歌手 （※中退）
- くまみき（宇宙兄弟） - お笑いタレント (短大文学科卒)
- 原田さとみ - タレント (短大国文専攻卒)
- 清里千聖　- ラジオパーソナリティ・元（OS☆U）
- 近藤千尋 - ファッションモデル
- アユチャンネル - お笑いタレント
- 三浦優奈 - タレント・キャスター
- 川崎成美 - タレント、ラジオパーソナリティ、YouTuber、元dela、元7☆3、元SKE48
- 秋元杏月 - NHK・たいそうのおねえさん
- ゆいにしお - シンガーソングライター

### マスコミ
- 森京子 - アナウンサー
- 吉田智美 - アナウンサー
- 本田恵美 - アナウンサー
- 神取恭子 - アナウンサー (短大文学科卒)
- 鬼頭あゆみ - アナウンサー
- 政次夏希 - アナウンサー
- 近藤英恵 - アナウンサー
- 永見佳織 - アナウンサー
- 桃井沙央理 - リポーター
- 河村さやか - 元気象キャスター